# Lettonia ai Giochi olimpici
La rappresentativa olimpica della Lettonia partecipò per la prima volta ai Giochi olimpici nel 1924, dopo l'indipendenza dall'Impero russo. Dopo l'annessione all'Unione Sovietica (1940), gli atleti lettoni fecero parte della rappresentativa olimpica sovietica fino al 1988.
Dopo il crollo dell'URSS e la rinnovata indipendenza (1991), la rappresentativa lettone ritornò ai Giochi olimpici nelle edizioni estiva ed invernale del 1992.
Il Comitato Olimpico Lettone, creato nel 1922, venne riconosciuto dal CIO nel 1991.

## Medagliere storico

### Olimpiadi estive
| Giochi              | Oro | Argento | Bronzo | Totale |
| ------------------- | --- | ------- | ------ | ------ |
| Parigi 1924         | 0   | 0       | 0      | 0      |
| Amsterdam 1928      | 0   | 0       | 0      | 0      |
| Los Angeles 1932    | 0   | 1       | 0      | 1      |
| Berlino 1936        | 0   | 1       | 1      | 2      |
| Barcellona 1992     | 0   | 2       | 1      | 3      |
| Atlanta 1996        | 0   | 1       | 0      | 1      |
| Sydney 2000         | 1   | 1       | 1      | 3      |
| Atene 2004          | 0   | 4       | 0      | 4      |
| Pechino 2008        | 1   | 1       | 1      | 3      |
| Londra 2012         | 1   | 0       | 1      | 2      |
| Rio de Janeiro 2016 | 0   | 0       | 0      | 0      |
| Tokyo 2020          | 1   | 0       | 1      | 2      |
| Parigi 2024         | 0   | 0       | 0      | 0      |
| Totale              | 4   | 11      | 6      | 21     |

### Olimpiadi invernali
| Giochi              | Oro | Argento | Bronzo | Totale |
| ------------------- | --- | ------- | ------ | ------ |
| Chamonix 1924       | 0   | 0       | 0      | 0      |
| Sanit Moritz 1928   | 0   | 0       | 0      | 0      |
| Garmisch 1936       | 0   | 0       | 0      | 0      |
| Albertville 1992    | 0   | 0       | 0      | 0      |
| Lillehammer 1996    | 0   | 0       | 0      | 0      |
| Nagano 1998         | 0   | 0       | 0      | 0      |
| Salt Lake City 2002 | 0   | 0       | 0      | 0      |
| Torino 2006         | 0   | 0       | 1      | 1      |
| Vancouver 2010      | 0   | 2       | 0      | 2      |
| Soči 2014           | 0   | 2       | 2      | 4      |
| Pyeongchang 2018    | 0   | 0       | 1      | 1      |
| Pechino 2022        | 0   | 0       | 1      | 1      |
| Totale              | 0   | 4       | 5      | 9      |